# Dendrobrachiidae
Dendrobrachiidae is een familie van zachte koralen uit de orde van Alcyonacea.

## Geslacht
- Dendrobrachia Brook, 1889